# Ізотермічний вагон

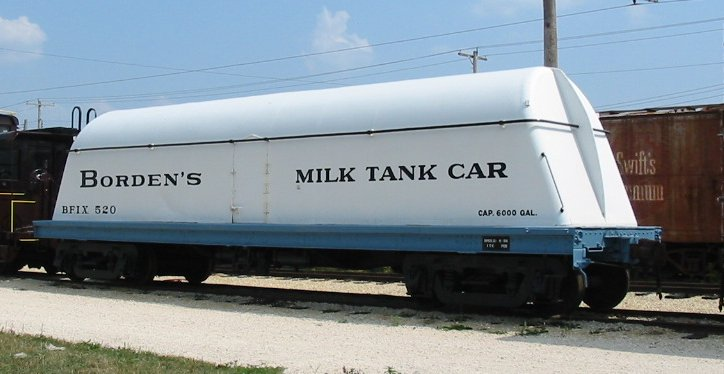
Спеціальний рефрижераторний вагон для перевезення молока

Ізотермічний вагон — критий вантажний вагон для транспортування продуктів, що швидко псуються. Кузови таких вагонів оснащені спеціальною теплоізоляцією, до складу якої входить полістирол й пінополіуретан. Крім того, для підтримки необхідної температури ізотермічний вагон оснащено системою охолодження та примусовою циркуляцією повітря.

## Типи ізотермічних вагонів
- За призначенням:
  - універсальні, для перевезення всіх видів швидкопсувних вантажів (рефрижераторні вагони і вагони-льодовні)
  - спеціальні (для перевезення молока, живої риби, вина)
- За засобом охолодження:
  - з машинним охолодженням (рефрижераторні вагони), охолоджувані водним льодом або льодосоляною сумішшю (вагони-льодовні)
  - охолоджувані зрідженими газами
- За засобом опалення:
  - з електричним опаленням (рефрижераторні вагони)
  - вагони без приладів опалення та охолодження, де температурний режим підтримується завдяки конструкції стінок, виконаних з кількох теплоізоляційних матеріалів (вагони-термоси, звичайні і з посиленою ізоляцією).

## Рефрижераторний вагон
Рефрижераторний вагон — ізотермічний вагон, що має індивідуальну або спільну для кількох вагонів холодильну установку, що дозволяє при середній зовнішній температурі 30 °C знижувати температуру всередині вагона і потім підтримувати її в межах від 12 до 0 °C (клас А), від 12 до −10 °C (клас В) і від 12 до −20 °C (клас С).
Кожен з цих видів ізотермічних вагонів використовується для певного типу транспортування, залежно від вантажу.